# Операция «Запрет полёта»
Операция «Запрет полета» — операция Организации Североатлантического договора (НАТО), начавшаяся 12 апреля 1993 года с введения бесполетной зоны Организации Объединённых Наций (ООН) над Боснией и Герцеговиной. Организация Объединённых Наций и НАТО позже расширили миссию операции, включив в неё оказание непосредственной воздушной поддержки войскам ООН в Боснии и нанесение принудительных авиаударов по целям в Боснии. Двенадцать членов НАТО предоставили силы для операции, и к её концу 20 декабря 1995 года пилоты НАТО совершили 100 420 боевых вылетов.
Операция сыграла важную роль в формировании как Боснийской войны, так и НАТО. Операция включала в себя первое боевое столкновение в истории НАТО, воздушный бой 28 февраля 1994 года над Баня-Лукой, а в апреле 1994 года самолёты НАТО впервые нанесли удары по наземным целям в ходе операции близ Горажде. Эти боевые действия помогли показать, что НАТО адаптировалась к эпохе после окончания холодной войны и может действовать в условиях, отличных от крупных столкновений сил на равнинах Центральной Европы. Сотрудничество между ООН и НАТО во время операции также помогло проложить путь для будущих совместных операций. Хотя она помогла установить отношения между ООН и НАТО, запрет на полет привел к конфликту между двумя организациями. Наиболее примечательно, что значительная напряженность возникла между ними после того, как миротворцы ООН были взяты в заложники в ответ на бомбардировки НАТО.
Операции «Запрет полета» охватывали более двух лет Боснийской войны и сыграли важную роль в ходе этого конфликта. Операции «Запрет полета в бесполетной зоне» оказались успешными в предотвращении значительного использования авиации любой стороной в конфликте. Кроме того, воздушные удары, нанесенные во время «Запрета полета», привели к операции «Преднамеренная сила», массированной кампании бомбардировок НАТО в Боснии, которая сыграла ключевую роль в прекращении войны.

### Фон и операция «Небесный монитор»
В октябре 1992 года, в начале Боснийской войны, Совет Безопасности Организации Объединённых Наций принял резолюцию 781. Эта резолюция запрещала несанкционированные военные полеты в воздушном пространстве Боснии. Следуя резолюции, НАТО начала операцию «Небесный монитор», в ходе которой силы НАТО отслеживали нарушения бесполетной зоны, не предпринимая никаких военных действий против нарушителей. К апрелю 1993 года силы НАТО задокументировали более 500 нарушений бесполетной зоны. В ответ на эти «вопиющие» нарушения воздушного пространства Боснии и косвенно резолюции 781 Совет Безопасности ООН принял резолюцию 816.
В то время как резолюция 781 запрещала только военные полеты, резолюция 816 запрещала все полеты в боснийском воздушном пространстве, за исключением тех, которые прямо разрешены Центром координации полетов ООН в Загребе. Резолюция также уполномочивала государства-члены ООН "принять все необходимые меры для обеспечения соблюдения ограничений бесполетной зоны". В ответ на эту резолюцию НАТО начала операцию «Запретить полет» 12 апреля 1993 года. Первоначально «Запретить полет» предназначалось только для обеспечения соблюдения режима бесполетной зоны; однако несколько членов НАТО, включая Соединенные Штаты, стремились найти способы положить конец войне и улучшить положение гражданского населения и надеялись, что военные действия смогут это сделать. США уже предприняли односторонние действия по оказанию помощи гражданским лицам, оказавшимся в зоне конфликта, путем доставки гуманитарных грузов в Боснию в рамках операции «Обещание предоставить», и многие официальные лица США выступали за применение военной силы. Эти официальные лица стремились расширить воздушные операции США путем запрета полетов, надеясь, что агрессивная бесполетная зона и возможные воздушные удары быстрее положат конец конфликту. Силы НАТО понесли свои первые потери на второй день операции, когда французский Mirage 2000 потерпел крушение в Адриатическом море из-за механической неисправности. Пилот благополучно катапультировался
После её принятия операция «Запретить полет» была относительно успешной в предотвращении полетов самолётов над ограниченным воздушным пространством в Боснии. На этапе мониторинга операции «Небесный монитор» несанкционированные полеты самолётов совершались в среднем двадцать раз в месяц, но во время «Запрет полета» в среднем около 3 раз. Во время конфликта в Боснии находилось всего 32 военных самолёта, все из которых были самолётами бывшей югославской народной армии. Таким образом, НАТО в первую очередь было необходимо предотвратить вторжения в воздушное пространство Боснии со стороны Хорватии и Сербии.
Первое серьёзное нарушение режима бесполетной зоны произошло 28 февраля 1994 года, когда шесть сербских истребителей J-21 Jastreb разбомбили боснийский завод. Истребители F-16 ВВС США сбили четыре из шести сербских самолётов над Баня-Лукой. Это сражение стало первым боевым столкновением в рамках операции «Запрет полета» и единственным значительным боевым столкновением «воздух-воздух». Возможно, что более важно, инцидент в Баня-Луке также стал первым боевым столкновением в истории НАТО. Сербы признали потерю пятого самолёта в результате инцидента.
В то время как «Запрет полета» был относительно успешным в прекращении полетов самолётов, силам НАТО было очень трудно остановить полеты вертолетов, что представляло собой более сложную задачу. Все стороны в конфликте широко использовали вертолеты в невоенных целях, и некоторые из этих полетов были санкционированы ООН. Согласно правилам ведения боевых действий, истребителям НАТО разрешалось сбивать только вертолеты, совершившие враждебный акт. В противном случае истребители НАТО отдавали приказы «приземлиться или выйти», другими словами, посадить вертолет или покинуть бесполетную зону. Как правило, вертолеты в боснийском воздушном пространстве выполняли эти приказы, приземляясь, но затем снова взлетали после ухода сил НАТО. Ни одна из сторон в конфликте не соблюдала запрет на полеты вертолетов, о чём свидетельствует ответ Ратко Младича на вопрос журналиста Би -би-си о его нарушении запрета со словами заявление: «Командующий вооруженными силами боснийских сербов не ездит на осле».
Вводящая в заблуждение маркировка на вертолетах ещё больше осложнила ситуацию для пилотов НАТО. Многие участники боевых действий раскрасили свои вертолеты так, чтобы они выглядели как вертолеты организаций, которым Загребский центр координации полетов ООН разрешил летать в ограниченном пространстве. Например, армия Республики Сербской часто наносила логотип Красного Креста на свои вертолеты, а хорватские вертолеты имели маркировку, аналогичную маркировке вертолетов гуманитарной помощи ООН. Сомнительная принадлежность этих вертолетов стала особенно проблематичной после инцидента с «Черным ястребом» в Ираке, поэтому пилоты НАТО стали более неохотно вступать в бой с потенциальными воюющими сторонами без четкой идентификации. Из-за правил ведения боевых действий и трудностей с идентификацией самолётов силы НАТО оказались неспособными остановить большинство несанкционированных полетов вертолетов, в результате чего за время конфликта было зарегистрировано в общей сложности 5711 несанкционированных полетов.

### Тесная поддержка с воздуха и авиаудары
Ещё до начала операции «Запрет полета» ряд официальных лиц США лоббировали большую роль авиации НАТО в Боснии. В частности, в рамках платформы Билла Клинтона во время его предвыборной кампании 1992 года на пост президента Соединенных Штатов Он обещал политику «поднять и нанести удар», которая включала в себя нанесение авиаударов по силам боснийских сербов. После начала операции «Запретить полет» официальные лица США, включая президента Клинтона, настаивали на расширении миссии. После того, как боснийские сербы отказались от плана Вэнса-Оуэна 6 мая 1993 года Клинтон и другие официальные лица США активизировали эти призывы, и обсудили возможность использования крупномасштабных ударов, чтобы принудить сербов к согласию. В конечном счете, такие удары не были одобрены или проведены, но американские официальные лица стали более открытыми к идее использования авиации для принуждения.
В июне 1993 года, частично в ответ на давление со стороны Соединенных Штатов, Совет Безопасности принял резолюцию 836, которая разрешила силам НАТО оказывать непосредственную воздушную поддержку силам СООНО по запросу. Процедура запроса воздушной поддержки была довольно сложной, поскольку требовала «двойного ключа» одобрения как ООН, так и НАТО. Разрешение ООН требовало контакта со штаб-квартирой Организации Объединённых Наций в Нью-Йорке, что делало эффективную координацию практически невозможной, учитывая разницу в часовых поясах. Позже процесс утверждения ООН был несколько упрощен, когда Генеральный секретарь ООН Бутрос Бутрос-Гали делегировал полномочия санкционировать авиаудары своему специальному представителю в Боснии Ясуси Акаши. Однако даже после этого упрощения «двойной ключ» оставался проблемой, поскольку все запросы сначала должны были обрабатываться через Центр воздушных операций ООН в Киселяке, а затем передаваться всему СООНО подчинявшемуся Акаши. После того, как Акаши одобрял запрос, он обращался с запросом к командирам НАТО, которые затем должны были передать приказы обратно по своей цепочке командования и координировать действия с силами на местах.
Из-за сложной меры авторизации «двойного ключа» НАТО не выполняла свою миссию непосредственной воздушной поддержки в течение нескольких месяцев. Тем не менее, НАТО вскоре приступила к дальнейшему планированию третьей миссии: принудительным воздушным ударам, за которые выступали Соединенные Штаты. НАТО впервые готовилось использовать «Запрет полета» для нанесения авиаударов в августе 1993 года в рамках плана по прекращению осады Сараево. После дипломатического вмешательства план не был выполнен, но был создан прецедент для возможного применения авиаударов. Таким образом, в феврале 1994 года, после Бомбардировки рынка Сараево, НАТО выдвинуло ультиматум сербам вывести все тяжелое вооружение из зоны отчуждения вокруг Сараево или подвергнуться бомбардировкам. Боснийские сербы выполнили требования НАТО, и никаких ударов нанесено не было.

### Нападение на Горажде
В апреле 1994 года силы боснийских сербов предприняли нападение на безопасный для ООН район Горажде. Первоначально министр обороны США Уильям Перри заявил журналистам, что Соединенные Штаты не будут вступать в войну, чтобы помешать сербам захватить Горажде, а другие высокопоставленные чиновники публично преуменьшили возможность применения авиаударов. Однако через несколько дней после нападения несколько солдат СООНО были ранены, а один был убит сербским огнем. Таким образом, генерал Майкл Роуз, командующий СООНО, запросил натовские удары в соответствии с мандатом резолюции 836 СБ ООН.
10 апреля, в ответ на запрос, два F-16 ВВС США сбросили 4 бомбы на сербские цели, включая танк и командный пункт. На следующий день два самолёта F /A-18C корпуса морской пехоты США обстреляли дополнительные цели в этом районе. В тот же день генерал Ратко Младич, командующий армией боснийских сербов, позвонил генералу Роузу и пригрозил безопасности его войск, сказав: «Еще одна атака, и я буду сбивать самолёты — не могу гарантировать безопасность СООНО и буду атаковать СООНО и ваш штаб». Выполняя свою угрозу, с 12 по 14 апреля Младич приказал своим войскам окружить 150 миротворцев СООНО, фактически взяв их в заложники. Затем Младич позвонил генералу Роузу и сказал ему, «что, если НАТО не прекратит свои действия, ни один солдат ООН не уйдет живым». Некоторые из заложников СООНО были из стран-членов НАТО, в частности из Великобритании и Франции, которые настаивали на немедленном прекращении забастовок из-за страха за безопасность своего персонала. В ответ на опасения Великобритании и Франции НАТО временно отозвало свои войска, но 15 апреля в ответ на участившиеся нападения сербов в этот район снова была направлена авиация.
Как и обещал Младич, армия боснийских сербов в районе Горажде попыталась сбить самолёт НАТО. 15 апреля 1994 года французский самолёт Dassault Étendard IV был подбит огнем с земли во время выполнения разведывательной миссии в этом районе. Самолёт был поврежден, но благополучно вернулся на свой авианосец «Клемансо». 16 апреля британский «Си Харриер» с авианосца HMS Ark Royal был вызван силами ООН для нанесения удара по танку. После нескольких неудачных заходов на цель «Си Харриер» был обстрелян боснийским сербом с плеча, была выпущена ракета класса «земля-воздух» и самолёт впоследствии был сбит. Пилот благополучно катапультировался и был спасен, но его самолёт был уничтожен. После сбитого «Харриера» НАТО не наносило дальнейших ударов по Горажде, и 17 апреля Младич освободил большинство захваченных им заложников. В течение следующих нескольких дней сербы согласились, а затем нарушили несколько перемирий в районе Горажде. Стремясь обезопасить Горажде и заставить сербов соблюдать соглашения, НАТО и ООН выдвинули ультиматум силам боснийских сербов прекратить свои атаки и вывести свои войска или подвергнуться дополнительным авиаударам 22 апреля. Сербы выполнили ультиматум, потребовав вывода тяжелого вооружения из 20-километровой (12 миль) зоны и всех сил из 3-километровой (1,9 мили) зоны. Из-за соблюдения сербами обязательств НАТО прекратила свои операции вокруг Горажде.

### Сараево
В феврале 1994 года (когда первоначально существовала угроза нанесения авиаударов) НАТО создало зону отчуждения тяжелого вооружения вокруг Сараево и собрало оружие на ряде объектов. 5 августа VRS изъяла несколько единиц оружия с места сбора оружия в Илидже, что является явным нарушением соглашения о зоне отчуждения. Во время захвата сербские силы ранили украинского миротворца СООНО. В ответ на нападение ООН вновь запросила воздушную поддержку НАТО. Два американских самолёта A-10 неоднократно обстреливали сербские цели, и сербы возвращали захваченное оружие на место сбора.
22 сентября СООНО вновь запросили воздушную поддержку НАТО в районе Сараево после того, как сербские силы атаковали французский бронетранспортёр. В ответ два британских самолёта SEPECAT Jaguar нанесли удар рядом с сербским танком, уничтожив его.

### Инцидент в Баня-Луке
28 февраля 1994 года самолёт раннего предупреждения НАТО, летевший над Венгрией, направил два американских F-16 в район к югу от Баня-Луки, где шесть J-21 Jastreb и два J-22 Orao возвращались на свою базу после бомбардировки военного завода «Братство» в Нови-Травнике, в вопиющем нарушением бесполетной зоны. Четыре сербских самолёта были сбиты, а ещё один разбился при попытке спастись на бреющем полете. Это стало первой боевой миссией в истории НАТО.